# 堀部久太郎

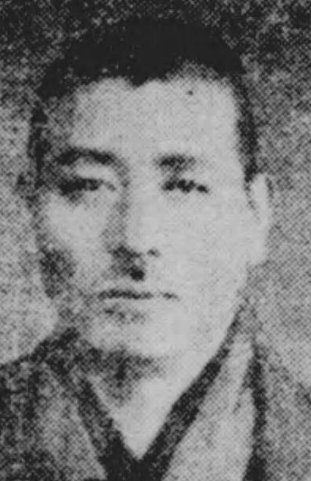
堀部久太郎

堀部 久太郎（ほりべ きゅうたろう、1882年（明治15年）7月9日 – 1941年（昭和16年）2月5日）は、衆議院議員（国民同志会）。彦根町長。

## 経歴
滋賀県犬上郡彦根町（現在の彦根市）出身。1908年（明治41年）、早稲田大学政治経済科を卒業。一年志願兵として陸軍三等主計に任じられた。彦根町会議員を経て、彦根町長を務めた。
1930年（昭和5年）、第17回衆議院議員総選挙に出馬し当選を果たした。

## 編著
- 『大隈熊子夫人言行録』賢婦伝刊行会、1933年9月。
- 『大隈熊子夫人言行録』伝紀刊行会、1934年2月。
- 『大隈熊子夫人言行録 伝記・大隈熊子』大空社〈伝記叢書 199〉、1995年12月。